# Otto Herman Swezey
Otto Herman Swezey (Rockford, 7 juni 1869 – 3 november 1959) was een Amerikaanse entomoloog die zich had gespecialiseerd in de insecten van Hawaï, vooral de Lepidoptera. Hij beschreef vele nieuwe soorten. Veel soorten, waaronder die van het geslacht Swezeyana zijn door andere entomologen naar hem vernoemd.
Hij studeerde aan het Guilford Center School House en behaalde zijn Bachelor of Arts aan het Lake Forest College in Illinois in 1896. Hij behaalde een Master of Arts aan het Northwestern University in Illinois. Hij studeerde entomologie aan de Ohio State University van 1902 tot 1903 onder Herbert Osborn. Hij werkte van 1903 tot 1904 bij het Ohio State Department of Agriculture. Hij onderzocht een uitbraak van Perkinsiella saccharicida in Hawaï, in samenwerking met de Hawaiiaanse suikerplanters. Na zijn pensionering in 1933 werkte hij in het Bernice P. Bishop Museum. Swezey ontving in 1944 een eredoctoraat van de Universiteit van Hawaï. Hij was redacteur van de Proceedings of the Hawaiian Entomological Society. Naast insecten die van belang zijn voor de suikerrietteelt, bestudeerde Swezey de insecten van Guam en Samoa. Hij publiceerde ook over de insecten van de bossen van Hawaï. 
Swezey trouwde in 1904 met Mary Hypatia Walsh, net voordat hij naar Hawaï verhuisde. Ze kregen een zoon.
- Bibliothèque nationale de France: cb14594102c (data)
- International Standard Name Identifier: 0000 0000 3835 6978
- Library of Congress Control Number: n99801770
- Réseau des bibliothèques de Suisse occidentale: 02-A016549365
- Système universitaire de documentation: 190142219
- Museum of New Zealand Te Papa Tongarewa: 56134
- Virtual International Authority File: 41178004
- WorldCat: E39PBJwd9WdF8BYbyTvtwQcQMP